# Het schandaal (boek)
Het schandaal is een roman van schrijfster Conny Braam.
Deze roman is het derde en laatste deel van haar romantrilogie over de familie Abraham in IJmuiden. Braam gaat in op de gebeurtenissen in en vooral ná de Tweede Wereldoorlog in IJmuiden, bekend als de Velser Affaire.
Haar boek heeft er mede toe geleid dat de Stichting 'Steun Onderzoek Velser Affaire' (SOVA) werd opgericht en dat de gemeenteraad van Velsen het NIOD om een initiërend onderzoek vroeg.